# Daryl Beattie

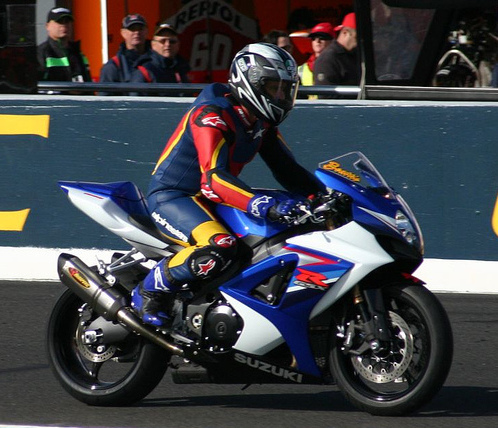
Daryl Beattie in 2007.

Daryl Beattie (Charleville, 26 september 1970) is een Australisch motorcoureur.
Beattie maakte in 1989 zijn debuut in de 250cc-klasse van het wereldkampioenschap wegrace met een wildcard in de eerste Grand Prix van Australië op een Honda, een race waarin hij in 1990 ook meedeed en verdienstelijk als vierde eindigde. Daarnaast nam hij in 1989 deel aan het raceweekend op de Oran Park Raceway in het wereldkampioenschap superbike op een Honda en in 1990 in de races op het Phillip Island Grand Prix Circuit en de Manfeild Autocourse. In 1992 reed hij de eerste drie races in de 500cc-klasse van het wereldkampioenschap wegrace op een Honda als vervanger van zijn geblesseerde landgenoot Wayne Gardner. Tijdens zijn thuisrace behaalde hij zijn eerste podiumplaats in de klasse. Tevens won hij dat jaar de 8 uur van Suzuka met Gardner, wat hem voor 1993 een plaats opleverde in het fabrieksteam van Honda. Hij won dat jaar meteen de Grand Prix van Duitsland en eindigde achter Kevin Schwantz en Wayne Rainey als derde in het kampioenschap.
In 1994 stapte Beattie over naar een Yamaha, maar had een zwaar seizoen waarbij hij tijdens de trainingen voor de Grand Prix van Frankrijk onderuit ging. Hij bleef met zijn linkervoet tussen de ketting en het achterkettingwiel zitten en alle eerste kootjes van zijn tenen moesten worden geamputeerd. Tijdens de laatste drie races van het seizoen kon hij weer in actie komen en behaalde in de laatste race in Europa zijn beste resultaat van het jaar met een vijfde plaats. In 1995 stapte hij over naar een Suzuki won hij zijn laatste twee Grands Prix in Japan en Duitsland en eindigde met zeven andere podiumplaatsen achter zijn voormalige teamgenoot Mick Doohan als tweede in het kampioenschap. In 1996 crashte hij tijdens de tests voorafgaand aan het seizoen en kon pas tijdens de derde race in Japan terugkeren, maar kwam opnieuw ten val in de Grand Prix van Spanje en later weer in de Grand Prix van Frankrijk. Hierna kon hij niet terugkeren tot de dertiende race in Catalonië, maar ontdekte tijdens de volgende race in Rio de Janeiro dat er nog een zwevend stukje bot in zijn pols zat, waarop hij zich liet opereren. In 1997 keerde hij nog wel terug in het kampioenschap, maar kwam niet meer dicht bij zijn oude resultaten en nam na het seizoen afscheid van de motorsport. In 2002 maakte hij nog wel zijn autosportdebuut in twee races van de V8 Supercars op de Queensland Raceway en het Mount Panorama Circuit Momenteel is hij commentator bij het Australische Network Ten bij de Formule 1-races.